# Die sogenannte Gegenwart
Die sogenannte Gegenwart ist ein deutschsprachiger Feuilleton-Podcast mit den Zeit-Redakteuren Ijoma Mangold, Nina Pauer und Lars Weisbrod. Eine neue Folge erscheint jeden zweiten Montag und dauert etwa eine Stunde.

## Konzept
In jeder Folge reden zwei der drei beteiligten Redakteure über Themen, die aus ihrer Sicht besonders typisch für die Gegenwart sind oder etwas über das Leben in der gegenwärtigen Gesellschaft aussagen können. Dies kann z. B. ein neu erschienenes Buch oder eine Fernsehserie, aber auch ein umfassenderes Phänomen bzw. ein allgemeinerer Trend sein. Das Cover des Podcasts besteht aus dem Logo der Zeit und einer Grafik, auf der sich ein Globus auf dem kleinen Finger einer Hand dreht und von verschiedenen Bewegungslinien umgeben ist.

## Aufbau der Folgen
Jede Folge beginnt mit einer von der Sprachsoftware Siri gelesenen Einführung. 2024 gab es Titelstücke, die von einer Künstlichen Intelligenz produziert werden und auf Prompts von Lars Weisbrod beruhten.
Der Podcast beginnt mit dem sogenannten Gegenwarts-Check: Beide Gesprächspartner nennen Beobachtungen (zunächst je drei, seit September 2021 zwei), die sie oder Hörer in der letzten Zeit gemacht haben und für besonders „gegenwärtig“ halten. Der jeweils andere vergibt oder verweigert einen Punkt, je nachdem, ob er der „Gegenwärtigkeit“ dieser Beobachtung zustimmt. Darauf folgt ein längeres Gespräch über das Hauptthema der Folge.
Beendet wird die Folge mit der Rubrik Die sogenannte Zukunft, bei der ein Gesprächspartner dem anderen eine Frage über die Zukunft stellt und der andere eine Prognose abgeben muss. Die Themen von Gegenwarts-Check und Die sogenannte Zukunft werden seit August 2020 auf einem Twitter-Account namens „Die sogenannte Prognose“ protokolliert.

## Episodenliste
| Nr.  | Veröffentlichungs- datum | Moderatoren                                 | Titel                                                      | Thema | Länge (in min) |
| ---- | ------------------------ | ------------------------------------------- | ---------------------------------------------------------- | --- | -------------- |
| 1    | 20.07.2020               | Ijoma Mangold und Lars Weisbrod             | Ist „woke“ das neue „narzisstisch“?                        | Roman Allegro Pastell von Leif Randt                                                                        | 55             |
| 2    | 20.07.2020               | Ijoma Mangold und Nina Pauer                | Anmut und Angeberei – die Renaissance der Kochshows        | Kochshows                                                                                                   | 54             |
| 3    | 03.08.2020               | Ijoma Mangold und Lars Weisbrod             | Ist Kapitalismuskritik Kitsch?                             | Kapitalismus                                                                                                | 56             |
| 4    | 17.08.2020               | Lars Weisbrod und Nina Pauer                | Warum eine Krankenhausdoku die beste Serie des Jahres ist  | Serie Lenox Hill                                                                                            | 56             |
| 5    | 31.08.2020               | Ijoma Mangold und Nina Pauer                | Warum Liebe endet                                          | Trennung, Warum Liebe endet von Eva Illouz                                                                  | 62             |
| 6    | 14.09.2020               | Lars Weisbrod und Nina Pauer                | Arbeit nervt!                                              | Bullshit Jobs von David Graeber                                                                             | 56             |
| 7    | 28.09.2020               | Ijoma Mangold und Lars Weisbrod             | Cancelt uns endlich!                                       | Cancel Culture                                                                                              | 57             |
| 8    | 12.10.2020               | Ijoma Mangold und Lars Weisbrod             | Tal der Ahnungslosen                                       | Silicon Valley                                                                                              | 60             |
| 9    | 26.10.2020               | Ijoma Mangold und Nina Pauer                | Investiert euch!                                           | Unternehmensgründung                                                                                        | 57             |
| 10   | 09.11.2020               | Lars Weisbrod und Nina Pauer                | Sind wir Geschichte?                                       | Krisenzeiten                                                                                                | 55             |
| 11   | 23.11.2020               | Ijoma Mangold und Lars Weisbrod             | Schluss mit lustig                                         | Politsatire in den USA                                                                                      | 69             |
| 12   | 07.12.2020               | Ijoma Mangold und Nina Pauer                | Intervallfasten und Pilze                                  | Heilungsmethoden                                                                                            | 59             |
| 13   | 21.12.2020               | Ijoma Mangold und Lars Weisbrod             | Der ultimative Christencheck                               | Christentum                                                                                                 | 60             |
| 14   | 11.01.2021               | Ijoma Mangold und Lars Weisbrod             | Wir weinen dem Verbrenner eine Träne nach                  | Mobilität                                                                                                   | 58             |
| 15   | 25.01.2021               | Ijoma Mangold und Lars Weisbrod             | Als Sex noch Spaß gemacht hat                              | Serie Sex and the City                                                                                      | 73             |
| 16   | 08.02.2021               | Ijoma Mangold und Lars Weisbrod             | Den Kapitalismus mit seinen eigenen Mitteln schlagen       | App GameStop                                                                                                | 65             |
| 17   | 22.02.2021               | Ijoma Mangold und Lars Weisbrod             | Weltrettung als Event                                      | Serie Unfck the World                                                                                       | 61             |
| 18   | 08.03.2021               | Ijoma Mangold und Lars Weisbrod             | Endlich wieder Streit über Geschmack                       | Roman Eurotrash von Christian Kracht                                                                        | 75             |
| 19   | 22.03.2021               | Ijoma Mangold und Lars Weisbrod             | Liegt die Zukunft auf dem Land?                            | Leben auf dem Land                                                                                          | 65             |
| 20   | 05.04.2021               | Ijoma Mangold und Lars Weisbrod             | Was bringt uns der Respekt, wenn wir nichts verdienen?     | Klassismus, Sendung Die Geissens                                                                            | 70             |
| 21   | 19.04.2021               | Ijoma Mangold und Lars Weisbrod             | Erkennen Sie das Furzgeräusch                              | Sendung LOL: Last One Laughing                                                                              | 58             |
| 22   | 03.05.2021               | Ijoma Mangold und Lars Weisbrod             | Wir haben nichts zu verlieren als unsere Ketten!           | Blockchain                                                                                                  | 73             |
| 23   | 17.05.2021               | Ijoma Mangold und Lars Weisbrod             | Live free or die                                           | Liberalismus                                                                                                | 50             |
| 24   | 31.05.2021               | Ijoma Mangold und Lars Weisbrod             | Das ist ja wohl der Oberhummer!                            | Jordan Peterson                                                                                             | 72             |
| 25   | 14.06.2021               | Lars Weisbrod und Nina Pauer                | Sind Männer auch nur Eltern?                               | Elternschaft                                                                                                | 58             |
| 26 a | 28.06.2021               | Ijoma Mangold, Nina Pauer und Lars Weisbrod | Von Außengastro bis Neo-Barock                             | Trends | 76             |
| 27   | 12.07.2021               | Ijoma Mangold und Nina Pauer                | Das kollektive Senken der Schmerzgrenze                    | Wahlkampf zur Bundestagswahl 2021                                                                           | 72             |
| 28   | 20.09.2021               | Lars Weisbrod und Nina Pauer                | Boomer, ich will deine Unschuld                            | Generationskonflikt zwischen Boomern und Millenials                                                         | 59             |
| 29   | 04.10.2021               | Ijoma Mangold und Nina Pauer                | Ist Schönheit sexistisch?                                  | Schönheitsideale                                                                                            | 62             |
| 30   | 18.10.2021               | Ijoma Mangold und Lars Weisbrod             | Die digitale DDR                                           | Roman Every von Dave Eggers                                                                                 | 65             |
| 31   | 01.11.2021               | Lars Weisbrod und Nina Pauer                | Wie viel Körper darf's denn sein?                          | Menstruation auf Instagram                                                                                  | 62             |
| 32   | 15.11.2021               | Ijoma Mangold und Nina Pauer                | Ist Südkorea die neue kulturelle Weltmacht?                | Serie Squid Game                                                                                            | 66             |
| 33   | 29.11.2021               | Ijoma Mangold und Lars Weisbrod             | Habt besser mal eine Meinung zur Inflation!                | Inflation; Film Oeconomia von Carmen Losmann                                                                | 77             |
| 34   | 13.12.2021               | Ijoma Mangold und Lars Weisbrod             | Weltuntergang? Das würde bloß die Gesellschaft spalten!    | Sachbuch Das Ende von allem von Katie Mack; Film Don’t Look Up                                              | 67             |
| 35   | 10.01.2022               | Lars Weisbrod und Nina Pauer                | Wir wollen den Filialleiter sehen                          | Supermarkt-Comedyserien Die Discounter und Superstore                                                       | 67             |
| 36   | 24.01.2022               | Lars Weisbrod und Nina Pauer                | „Regretting motherhood“ hier, unerfüllter Kinderwunsch da  | Bedauern der Mutterschaft im Film Frau im Dunkeln, unerfüllter Kinderwunsch in Was wir wollten              | 68             |
| 37   | 07.02.2022               | Ijoma Mangold und Lars Weisbrod             | Wir wollten nie wieder einsam sein                         | Kritik Sozialer Medien, Lars’ Abhängigkeit von Twitter                                                      | 60             |
| 38   | 21.02.2022               | Ijoma Mangold und Nina Pauer                | Trauma ist für alle da                                     | zunehmende Verwendung des Trauma-Begriffs, Hanya Yanagiharas Roman Ein wenig Leben                          | 61             |
| 39   | 07.03.2022               | Lars Weisbrod und Nina Pauer                | Urlaub in den Neunzigern                                   | Sachbuch The Nineties von Chuck Klostermann; die (Wahrnehmung der) 1990er                                   | 67             |
| 40   | 21.03.2022               | Ijoma Mangold und Nina Pauer                | Ist Achtsamkeit egoistisch?                                | Yoga, Buch Yoga von Emmanuel Carrère                                                                        | 66             |
| 41   | 04.04.2022               | Ijoma Mangold und Lars Weisbrod             | Können Männer lustig sein?                                 | Louis C.K.                                                                                                  | 72             |
| 42   | 18.04.2022               | Lars Weisbrod und Nina Pauer                | Was Veganer und Fleischesser wirklich wollen               | Proteine | 59             |
| 43   | 02.05.2022               | Ijoma Mangold und Lars Weisbrod             | Linke Lockdowns, rechte Pazifisten                         | Politisches Spektrum                                                                                        | 61             |
| 44 b | 16.05.2022               | Ijoma Mangold, Nina Pauer und Lars Weisbrod | Der große Lauschangriff                                    | Podcasts | 40             |
| 45   | 30.05.2022               | Lars Weisbrod und Nina Pauer                | Früher koksen, heute Darmspiegelung                        | Sylt | 60             |
| 46   | 13.06.2022               | Ijoma Mangold und Lars Weisbrod             | Warum der Oktopus kein Zentrum hat                         | Dezentralität                                                                                               | 73             |
| 47 c | 27.06.2022               | Ijoma Mangold, Nina Pauer und Lars Weisbrod | Vom Obstler-Revival bis zum Techno-Feudalismus             | Gegenwarts-Check d unter Einbeziehung des Publikums                                                         | 50             |
| 48   | 05.09.2022               | Ijoma Mangold und Nina Pauer                | Erzähl mir nix!                                            | Narrativ | 59             |
| 49   | 19.09.2022               | Ijoma Mangold und Lars Weisbrod             | Was soll der Maskenstolz?                                  | Maskenpflicht                                                                                               | 62             |
| 50   | 03.10.2022               | Lars Weisbrod und Nina Pauer                | Warum trägt eine 16-Jährige nur einen Muschel-BH?          | Arielle, die Meerjungfrau                                                                                   | 64             |
| 51   | 17.10.2022               | Ijoma Mangold und Lars Weisbrod             | Warum Prometheus stolz auf Windräder wäre                  | Energie | 64             |
| 52   | 31.10.2022               | Ijoma Mangold und Lars Weisbrod             | Selbst trans ist zu binär                                  | Blutbuch von Kim de l’Horizon                                                                               | 73             |
| 53   | 14.11.2022               | Ijoma Mangold und Lars Weisbrod             | Wie viel Schmerz gehört zum Leben?                         | Opioide und Opioidkrise; Sachbuch Imperium der Schmerzen von Patrick Radden Keefe; Serie Dopesick           | 62             |
| 54   | 28.11.2022               | Ijoma Mangold und Lars Weisbrod             | Muss Twitter sterben, damit wir leben können?              | Elon Musks Kauf von Twitter, Inc.                                                                           | 67             |
| 55   | 28.11.2022               | Ijoma Mangold und Lars Weisbrod             | Gibt es ein soziales Netzwerk, das nicht furchtbar ist?    | Mastodon | 57             |
| 56   | 09.01.2023               | Lars Weisbrod und Nina Pauer                | Macht Vollzeit unser Leben kaputt?                         | Work-Life-Balance                                                                                           | 64             |
| 57   | 23.01.2022               | Ijoma Mangold und Nina Pauer                | Vom Prinzen zum Influencer                                 | Prinz Harry und seine Biografie Reserve                                                                     | 65             |
| 58   | 06.02.2023               | Ijoma Mangold und Nina Pauer                | Herabschauen war gestern                                   | Queer Eye / Queer Eye Germany                                                                               | 59             |
| 59   | 20.02.2023               | Lars Weisbrod und Nina Pauer                | Kann man auf Deutsch vom Krieg erzählen?                   | Film Im Westen nichts Neues                                                                                 | 66             |
| 60   | 06.03.2023               | Ijoma Mangold und Nina Pauer                | Ist Glück nur eine Frage der Biochemie?                    | Sachbuch Kompass für die Seele von Bas Kast                                                                 | 69             |
| 61   | 20.03.2023               | Ijoma Mangold und Lars Weisbrod             | Ich bin doch selber nur Software                           | ChatGPT bzw. GPT-4                                                                                          | 60             |
| 62   | 03.04.2023               | Ijoma Mangold und Lars Weisbrod             | Wie können wir unsere Köpfe dekolonisieren?                | Film Der vermessene Mensch                                                                                  | 61             |
| 63   | 17.04.2023               | Lars Weisbrod und Nina Pauer                | Dysfunktionale superreiche Trottel                         | Serie Succession                                                                                            | 58             |
| 64   | 01.05.2023               | Ijoma Mangold und Nina Pauer                | Gender, Race, Klasse – und wo bleiben die Ossis?           | Sachbuch Der Osten: eine westdeutsche Erfindung von Dirk Oschmann                                           | 62             |
| 65 e | 15.05.2023               | Ijoma Mangold, Nina Pauer und Lars Weisbrod | Solarpunks, Insektenmehl und ein falscher Glottisschlag    | Gegenwarts-Check d unter Einbeziehung des Publikums                                                         | 59             |
| 66   | 29.05.2023               | Ijoma Mangold und Nina Pauer                | Müssen wir unsere Wut wegatmen?                            | Serie Beef                                                                                                  | 67             |
| 67   | 13.06.2023               | Ijoma Mangold und Lars Weisbrod             | Wann nehmen die Maschinen uns endlich die Arbeit weg?      | Aufruf zu einer KI-Entwicklungspause                                                                        | 67             |
| 68   | 26.06.2023               | Lars Weisbrod und Nina Pauer                | Ist Klo putzen Horror oder Luxus?                          | Putz-Influencer auf Instagram                                                                               | 65             |
| 69   | 10.07.2023               | Ijoma Mangold und Lars Weisbrod             | Soll man seinen Kindern noch von Odysseus erzählen?        | Vergangenheit und Zukunft                                                                                   | 56             |
| 70   | 24.07.2023               | Ijoma Mangold und Nina Pauer                | Kann der Tod uns Glück bringen?                            | Umgang mit dem Tod, death positive Bestattungen                                                             | 61             |
| 71   | 07.08.2023               | Lars Weisbrod und Nina Pauer                | Wer kann sich heute noch eine Midlife-Crisis leisten?      | Midlife-Crisis bei den Millenials                                                                           | 67             |
| 72 f | 11.09.2023               | Ijoma Mangold, Nina Pauer und Lars Weisbrod | Mode ohne Models                                           | Gegenwarts-Check d unter Einbeziehung des Publikums                                                         | 57             |
| 73   | 25.09.2023               | Lars Weisbrod und Nina Pauer                | Sind Romane besser als Klimakleber?                        | Klimawandel in Kunst und Literatur, besonders im Roman Blue Skies von T. C. Boyle                           | 69             |
| 74   | 09.10.2023               | Ijoma Mangold und Lars Weisbrod             | Warum wir im Westen so reich sind                          | Sachbuch Die seltsamsten Menschen der Welt von Joseph Henrich                                               | 79             |
| 75   | 23.10.2023               | Ijoma Mangold und Lars Weisbrod             | Ist Moral nur ein Kalkül?                                  | Sam Bankman-Fried, Effektiver Altruismus                                                                    | 66             |
| 76   | 06.11.2023               | Lars Weisbrod und Nina Pauer                | Was tun, wenn uns die Nachrichten überfordern?             | (Verzicht auf) Nachrichtenkonsum                                                                            | 59             |
| 77   | 20.11.2023               | Ijoma Mangold und Nina Pauer                | Wie geht achtsames ausrasten?                              | Serie The Bear: King of the Kitchen                                                                         | 61             |
| 78   | 04.12.2023               | Ijoma Mangold und Lars Weisbrod             | Wann ist Kapitalismuskritik antisemitisch?                 | Antideutsche                                                                                                | 72             |
| 79   | 18.12.2023               | Ijoma Mangold und Nina Pauer                | Endlich machen alle dasselbe                               | Weihnachten                                                                                                 | 66             |
| 80   | 15.10.2024               | Lars Weisbrod und Nina Pauer                | Habits ändern, manifestieren oder doch lieber detoxen?     | Selbsthilfeliteratur und -trends                                                                            | 75             |
| 81   | 29.01.2024               | Ijoma Mangold und Lars Weisbrod             | Liebe Außerirdische, erlöst uns!                           | Roman Die drei Sonnen von Liu Cixin                                                                         | 78             |
| 82   | 12.02.2024               | Ijoma Mangold, Nina Pauer und Lars Weisbrod | Ist Homeoffice nur eine Phase?                             | Veränderungen in der Arbeitswelt                                                                            | 69             |
| 83   | 26.02.2024               | Ijoma Mangold und Nina Pauer                | Sechs Strategien, unsterblich zu werden                    | Unsterblichkeit                                                                                             | 62             |
| 84   | 11.03.2024               | Lars Weisbrod und Nina Pauer                | Wie wird mein Sohn kein toxischer Mann?                    | Buch Söhne großziehen als Feministin von Shila Behjat                                                       | 66             |
| 85   | 25.03.2024               | Ijoma Mangold und Lars Weisbrod             | Sind wir nicht alle ein bisschen konservativ?              | Konservatismus                                                                                              | 75             |
| 86   | 08.04.2024               | Lars Weisbrod und Nina Pauer                | Werden wir jetzt wieder Freunde?                           | Entwicklung der sozialen Medien                                                                             | 69             |
| 87   | 22.04.2024               | Ijoma Mangold und Nina Pauer                | Willkommen in der biochemischen Lotterie                   | Krebserkrankungen                                                                                           | 66             |
| 88   | 06.05.2024               | Ijoma Mangold und Lars Weisbrod             | Reden wie ein Bundespräsident                              | Buch Wir von Frank-Walter Steinmeier                                                                        | 80             |
| 89   | 20.05.2024               | Lars Weisbrod und Nina Pauer                | Das Ende der Faulheit                                      | Faulheit | 65             |
| 90   | 03.06.2024               | Ijoma Mangold und Lars Weisbrod             | Wird der Nazi-Giftschrank hip?                             | Video von ausländerfeindlichen Parolen auf Sylt                                                             | 72             |
| 91   | 17.06.2024               | Lars Weisbrod und Nina Pauer                | Warum wollt ihr alle an die Eliteuni?                      | Romanreihe und Serie Maxton Hall                                                                            | 70             |
| 92   | 01.07.2024               | Ijoma Mangold und Nina Pauer                | Sind wir im Fitnessstudio alle gleich?                     | Fitnessstudios                                                                                              | 69             |
| 93   | 15.07.2024               | Ijoma Mangold, Nina Pauer und Lars Weisbrod | Ich wär jetzt lieber woanders                              | Sehnsucht                                                                                                   | 77             |
| 94   | 29.07.2024               | Ijoma Mangold und Lars Weisbrod             | Ist Pop heute rechts?                                      | Gespräch mit Diedrich Diederichsen                                                                          | 91             |
| 95   | 26.08.2024               | Ijoma Mangold und Nina Pauer                | Wie lange geht Party Girl Forever?                         | Bill und Tom Kaulitz, Kaulitz & Kaulitz                                                                     | 59             |
| 96   | 09.09.2024               | Ijoma Mangold und Lars Weisbrod             | "Dune" und die Macht der Science-Fiction                   | Romanzyklus Dune, Verfilmungen Dune und Dune: Part Two                                                      | 82             |
| 97   | 23.09.2024               | Ijoma Mangold und Nina Pauer                | Narzisstisch sind immer nur die anderen                    | Narzissmus                                                                                                  | 64             |
| 98   | 07.10.2024               | Lars Weisbrod und Nina Pauer                | Ist Monogamie nur was für Faule?                           | Polyamorie                                                                                                  | 76             |
| 99   | 21.10.2024               | Ijoma Mangold und Nina Pauer                | Müssen Märchen woke werden?                                | Zeitgemäßheit der Grimmschen Märchen                                                                        | 74             |
| 100  | 04.11.2024               | Ijoma Mangold und Lars Weisbrod             | Kann man es mit der Meinungsfreiheit auch übertreiben?     | Meinungsfreiheit                                                                                            | 65             |
| 101  | 18.11.2024               | Ijoma Mangold und Nina Pauer                | "22 Bahnen" lesen statt in Therapie zu gehen               | Romane 22 Bahnen und Windstärke 17 von Caroline Wahl                                                        | 77             |
| 102  | 02.12.2024               | Ijoma Mangold und Lars Weisbrod             | Der Untergang des kulturellen Establishments               | Wahlsieg von Donald Trump                                                                                   | 77             |
| 103  | 16.12.2024               | Ijoma Mangold und Lars Weisbrod             | Warum wir uns nach gutem Streit sehnen                     | Sachbücher Streiten von Svenja Flaßpöhler und Defekte Debatten von Julia Reuschenbach und Korbinian Frenzel | 71             |
| 104  | 13.01.2025               | Lars Weisbrod und Nina Pauer                | Haben Dinge eine Seele?                                    | U.a. Fernsehsendung Bares für Rares                                                                         | 71             |
| 105  | 27.01.2025               | Ijoma Mangold und Lars Weisbrod             | Warum kann Alice Weidel nur sarkastisch reden?             | Plakate zur Bundestagswahl 2025                                                                             | 71             |
| 106  | 10.02.2025               | Lars Weisbrod und Nina Pauer                | Wie heißt die Lebensphase vor dem Rollator?                | Bücher Altern von Elke Heidenreich und Das Methusalem-Komplott von Frank Schirrmacher                       | 70             |
| 107  | 24.02.2025               | Lars Weisbrod und Nina Pauer                | Schafft der Westen Urlaub nur noch mit Beruhigungsmitteln? | Serie The White Lotus                                                                                       | 76             |
| 108  | 10.03.2025               | Ijoma Mangold und Lars Weisbrod             | Cottagecore ist auch nur eine Fantasy-Geschichte           | Roman Air von Christian Kracht                                                                              | 74             |

## Rezeption
Elke Buhr von Monopol, Thomas Borgböhmer von Meedia, Benjamin Freund von Piqd sowie Stefan Titze und Florentin Will von Das Podcast UFO empfahlen den Podcast.

## Trivia
Ijoma Mangolds Prognose in Folge 55, dass die Argentinische Fußballnationalmannschaft die Fußball-Weltmeisterschaft 2022 gewinnen würde, traf ein.